# Helicopsyche paralimnella
Helicopsyche paralimnella is een schietmot uit de familie Helicopsychidae. De soort komt voor in het Nearctisch gebied.